# Sveti Duh, Bloke
Sveti Duh je naselje v Občini Bloke.